# Branges
Branges és un municipi francès, situat al departament de Saona i Loira i a la regió de Borgonya - Franc Comtat. L'any 2007 tenia 2.319 habitants.

## Demografia

### Població
El 2007 la població de fet de Branges era de 2.319 persones. Hi havia 992 famílies, de les quals 255 eren unipersonals (102 homes vivint sols i 153 dones vivint soles), 405 parelles sense fills, 294 parelles amb fills i 38 famílies monoparentals amb fills.
La població ha evolucionat segons el següent gràfic:
Habitants censats

### Habitatges
El 2007 hi havia 1.162 habitatges, 1.011 eren l'habitatge principal de la família, 97 eren segones residències i 55 estaven desocupats. 1.086 eren cases i 72 eren apartaments. Dels 1.011 habitatges principals, 743 estaven ocupats pels seus propietaris, 253 estaven llogats i ocupats pels llogaters i 15 estaven cedits a títol gratuït; 2 tenien una cambra, 39 en tenien dues, 166 en tenien tres, 333 en tenien quatre i 470 en tenien cinc o més. 886 habitatges disposaven pel capbaix d'una plaça de pàrquing. A 438 habitatges hi havia un automòbil i a 470 n'hi havia dos o més.

### Piràmide de població
La piràmide de població per edats i sexe el 2009 era:
| Homes | Edats   | Dones |
| ----- | ------- | ----- |
| 0     | 95 o +  | 8     |
| 8     | 90 a 94 | 16    |
| 12    | 85 a 89 | 32    |
| 16    | 80 a 84 | 32    |
| 44    | 75 a 79 | 64    |
| 56    | 70 a 74 | 68    |
| 64    | 65 a 69 | 76    |
| 72    | 60 a 64 | 56    |
| 60    | 55 a 59 | 64    |
| 65    | 50 a 54 | 64    |
| 48    | 45 a 49 | 72    |
| 116   | 40 a 44 | 72    |
| 100   | 35 a 39 | 85    |
| 52    | 30 a 34 | 44    |
| 64    | 25 a 29 | 56    |
| 64    | 20 a 24 | 24    |
| 64    | 15 a 19 | 28    |
| 56    | 10 a 14 | 68    |
| 48    | 5 a 9   | 64    |
| 32    | 0 a 4   | 44    |

## Economia
El 2007 la població en edat de treballar era de 1.415 persones, 1.046 eren actives i 369 eren inactives. De les 1.046 persones actives 971 estaven ocupades (537 homes i 434 dones) i 75 estaven aturades (24 homes i 51 dones). De les 369 persones inactives 160 estaven jubilades, 94 estaven estudiant i 115 estaven classificades com a «altres inactius».

### Ingressos
El 2009 a Branges hi havia 1.039 unitats fiscals que integraven 2.404 persones, la mediana anual d'ingressos fiscals per persona era de 16.140 €.

### Activitats econòmiques
Dels 105 establiments que hi havia el 2007, 2 eren d'empreses extractives, 7 d'empreses alimentàries, 1 d'una empresa de fabricació de material elèctric, 2 d'empreses de fabricació d'elements pel transport, 12 d'empreses de fabricació d'altres productes industrials, 14 d'empreses de construcció, 31 d'empreses de comerç i reparació d'automòbils, 10 d'empreses de transport, 3 d'empreses d'hostatgeria i restauració, 1 d'una empresa d'informació i comunicació, 2 d'empreses financeres, 5 d'empreses immobiliàries, 9 d'empreses de serveis, 4 d'entitats de l'administració pública i 2 d'empreses classificades com a «altres activitats de serveis».
Dels 22 establiments de servei als particulars que hi havia el 2009, 1 era una oficina de correu, 7 tallers de reparació d'automòbils i de material agrícola, 3 paletes, 4 guixaires pintors, 1 fusteria, 2 lampisteries, 1 electricista, 1 empresa de construcció, 1 perruqueria i 1 agència immobiliària.
Dels 8 establiments comercials que hi havia el 2009, 1 era un supermercat, 1 una botiga de més de 120 m², 2 fleques, 2 carnisseries, 1 una perfumeria i 1 una joieria.
L'any 2000 a Branges hi havia 55 explotacions agrícoles que ocupaven un total de 924 hectàrees.

## Equipaments sanitaris i escolars
L'únic equipament sanitari que hi havia el 2009 era una farmàcia.
El 2009 hi havia 1 escola maternal i 1 escola elemental.

## Poblacions més properes
El següent diagrama mostra les poblacions més properes.